# Etica del taoismo
Per etica del taoismo si può intendere la ricerca di criteri di autodeterminazione tratti dall'intero canone taoista.
Il taoismo filosofico è fondamentalmente amorale.
La natura dell'uomo e del mondo è di per sé buona, quanto lo è tutta la natura dell'universo, dato che l'uomo stesso ne è parte. Le azioni umane sono quindi volte innanzitutto alla ricerca di un equilibrio con il tutto.
 Essa è la fonte della vita, di tutte le cose: per questo l'uomo deve rispettarla, imparando innanzitutto a rispettare la sua stessa interiorità — la natura della sua persona — accettandola e non lasciando che essa venga sminuita e repressa.
I desideri sono la fonte delle aspettative e le aspettative provocano sofferenza. 
Il superamento dei desideri è una caratteristica comune del taoismo con il buddismo. I taoisti auspicavano una condizione in cui si desidera non aver più desideri..
(Alan Watts, Taoismo, Edizioni Red, pag 33)
Il Tao è increato e in sé completo. È inesauribile, è l'origine di tutte le cose, dà la vita a tutto senza agire. È l'ordine, la legge invariabile della natura: controlla tutto senza mantenere una forma, governa senza imporsi, è presente in ogni cosa ma non possiede nulla. È la stessa struttura delle cose in cui agisce senza esserne cosciente. È come l'acqua del fiume che scorre, che cambia continuamente forma, rimanendo sempre se stessa, senza mai mantenere alcuna delle diverse forme che assume in ogni istante. È una realtà ineffabile che non può essere nominata e rappresentata, in quanto la parola Tao non è il suo vero nome — indicibile, incomprensibile e inconoscibile — , bensì solo un appellativo pratico. Il Tao di cui si può parlare non è l'eterno Tao, come afferma il primo verso del Libro della Via e della Virtù.
(Laozi)

## La vita e la morte
Il problema della vita, e della morte, ricorre spesso negli scritti taoisti. L'esistenza universale non è altro che un perpetuo avvicendarsi di trasformazioni e di fenomeni: il fatto più evidente di questa vicenda è il continuo ed eterno alternarsi di esistenza e cessazione di questa. Secondo le idee occidentali, la morte è l'antitesi della vita: sono due termini diametralmente opposti, senza alcuna attinenza, assolutamente antitetici. Il taoismo al contrario considera la vita e la morte in stretta relazione tra loro, come due stadi necessari della vita universale sulla terra, e della vita individuale degli esseri.
La morte è dunque vista come un processo, naturale e persino positivo. Il taoismo ha però ben chiara la differenza fisica che si ha tra vita e morte, sia Laozi che Zhuāngzǐ spiegarono questo concetto, il primo più sinteticamente, il secondo in modo più concreto. Tutte le cose che esistono sono costituite da tante sottoparti; il loro mantenersi congregate è la vita, il loro disgregarsi è la morte. Il vivere della natura e il vivere degli individui consiste in questo interminabile alternarsi di fatti opposti in apparenza: così fu, sin dall'origine dell'universo. Il paragone tra la vita e la morte e il sorgere e tramontare del sole, si ripete più volte in Zhuāngzǐ. Il medesimo concetto viene, in forma diversa, esposto da Liezi.
(Laozi)
(Zhuangzi)
(Liezi)
Una frase famosa, molto taoista, che ben esemplifica i concetti sopra riportati, non è però di autore taoista classico. Dice infatti: 
(non precisissima traduzione dell'originale)
solitamente attribuita a Laozi. Trattasi invece di Richard Bach nel suo libro Illusioni.

## Massime etiche
È difficile sostenere che si possa realmente semplificare una tale religione in "tesori" o "precetti". Comunque nel corso del processo di formazione e crescita del taoismo, sono stati generati.

### Tre tesori
Compassione;
Semplicità;
Pazienza

### Cinque precetti
I cinque precetti del taoismo sono:
- primo precetto: non uccidere
- secondo precetto: non rubare
- terzo precetto: non condurre una vita sessuale irresponsabile
- quarto precetto: non mentire, offendere, creare pettegolezzi o calunnie
- quinto precetto: non usare sostanze tossiche o abusare di alcool